# مذكرات بو عليوي (مسلسل)
مذكرات بو عليوي أو كما يسمى بـ «يوميات بو عليوي» مسلسل كويتي من إنتاج عام 1964. كان مسلسلا اذاعيا في بداية الستينيات وبعد ذلك أنتج للتلفزيون ليكون أول مسلسل تلفزيون كويتي يصور.

## طاقم العمل

### الممثلون
- عبد الحسين عبد الرضا        بدور (بو عليوي)
- عبد العزيز النمش            بدور (أم عليوي)
- خالد النفيسي               بدور (عليوي)
- محمد جابر                بدور (العيدروسي)
- مريم الصالح
- صالح حمد           بدور (أمبيريك)

## ملخص القصة
في إطار كوميدي يقرر بوعليوي كتابة مذكراته وتجلس بجواره أم عليوي ليستعرض ما مر به في حياته وتعامله مع من حوله، ويتذكر علاقته بزوجته وحملها والعديد من المواقف التي مر بها معها.